# Masters of the Air
Masters of the Air är en amerikansk thriller- och actiondramaserie från 2024. Serien är regisserad av Cary Joji Fukunaga, Anna Boden, Ryan Fleck och Dee Rees efter ett manus av John Orloff och Donald L. Miller som i sin tur är baserad på Millers bok med samma namn från 2007. Serien hade premiär den 26 januari 2024 på Apple TV+.

## Handling
Serien utspelar sig under andra världskriget och kretsar kring Eighth Air Force inom United States Army Air Forces, och mer specifikt elva män i ett bombflygplan som kämpar för sina liv mot ett stort antal tyska stridsplan.

## Rollista (i urval)
- Austin Butler – Major Gale Cleven
- Barry Keoghan – Lt. Curtis Biddick
- Callum Turner – Major John Egan
- Anthony Boyle – Major Harry Crosby
- Nate Mann – Major Robert Rosenthal
- Raff Law – Sgt. Ken Lemmons
- James Murray – Major Chic Harding
- Tommy Jessop
- Kai Alexander – Sgt. William Quinn
- Freddy Carter – Lt. David Friedkin
- Nikolai Kinski – Colonel Harold Huglin
- Oaklee Pendergast – Sgt. William Hinton
- Louis Greatorex – Capt. Joseph Payne
- Adam Long – Capt. Bernard DeMarco
- Jordan Coulson – Lt. Howard Hamilton
- Fionn O'Shea – Sgt. Steve Bosser
- Nitai Levi – Sgt. Paul A. Vrabec, Jr.
- Laurie Davidson – Lt. Herbert Nash
- Ncuti Gatwa – 2nd Lt. Robert Daniels
- Stephen Campbell Moore – Major Marvin "Red" Bowman
- Joanna Kulig – Paulina
- Bel Powley – Alexandra "Sandra" Wingate
- Lauren McQueen – Rose
- Amelia Gething – Isabel
- Mimi Slinger – Sally